# Scholastes trifasciatus
Scholastes trifasciatus är en tvåvingeart som beskrevs av Günther Enderlein 1924. Scholastes trifasciatus ingår i släktet Scholastes och familjen bredmunsflugor.
Artens utbredningsområde är Nordmarianerna. Inga underarter finns listade i Catalogue of Life.